# Куличенков, Николай Николаевич
Николай Николаевич Куличенков (род. 13 сентября 1950) — советский футболист, нападающий, полузащитник.
Воспитанник ДЮСШ «Торпедо» Москва, тренер Николай Сенюков. В 1967—1969 годах играл за дубль команды. 1970 год начал в дубле «Динамо» Киев, затем перешёл в «Металлург» Запорожье, который с 1971 года стал играть в первой лиге. В 1974 году в одесском «Черноморце», ставшем бронзовым призёром чемпионата СССР, сыграл 13 матчей. 1975 год провёл в «Металлурге». 1976 год начал в куйбышевских «Крыльях Советов», сыграл три матча — два в Кубке СССР и один — в чемпионате: в игре против «Шахтёра» забил гол. Затем изредка выходил за команды второй лиги «Колос» Никополь (1976—1977), «Гастелло» Уфа (1978), «Строитель» Череповец (1979).